# 焦家湾街道
焦家湾街道，是中华人民共和国甘肃省兰州市城关区下辖的一个乡镇级行政单位。

## 行政区划
焦家湾街道下辖以下地区：
焦家湾东社区、焦家湾社区、焦家湾南路社区和嘉峪关东路社区。